# Лестер (Массачусетс)
Лестер (англ. Leicester) — місто (англ. town) в США, в окрузі Вустер штату Массачусетс. Населення — 11 087 осіб (2020).

## Демографія
Згідно з переписом 2010 року, у місті мешкало 10 970 осіб у 4021 домогосподарстві у складі 2888 родин. Було 4270 помешкань
Расовий склад населення:
| - 93,0 % — білих - 2,1 % — чорних або афроамериканців - 1,6 % — азіатів - 0,3 % — корінних американців - 0,1 % — вихідців з тихоокеанських островів - 1,3 % — осіб інших рас |

До двох чи більше рас належало 1,6 %. Частка іспаномовних становила 3,8 % від усіх жителів.
За віковим діапазоном населення розподілялося таким чином: 22,5 % — особи молодші 18 років, 63,9 % — особи у віці 18—64 років, 13,6 % — особи у віці 65 років та старші. Медіана віку мешканця становила 40,4 року. На 100 осіб жіночої статі у місті припадало 95,4 чоловіків;  на 100 жінок у віці від 18 років та старших — 91,8 чоловіків також старших 18 років.
Середній дохід на одне домашнє господарство  становив 92 310 доларів США (медіана — 76 738), а середній дохід на одну сім'ю — 109 642 долари (медіана — 94 421). Медіана доходів становила 56 353 долари для чоловіків та 44 760 доларів для жінок. За межею бідності перебувало 5,6 % осіб, у тому числі 5,2 % дітей у віці до 18 років та 4,2 % осіб у віці 65 років та старших.
Цивільне працевлаштоване населення становило 6386 осіб. Основні галузі зайнятості: освіта, охорона здоров'я та соціальна допомога — 31,3 %, мистецтво, розваги та відпочинок — 9,1 %, роздрібна торгівля — 8,7 %, виробництво — 8,6 %.

## Персоналії
- Вільям Генрі Крейн (1845-1928) — американський актор театру і кіно.